# ベストバイ (日本)
株式会社ベストバイは大阪府大阪市にある企業。マルチブランドでリサイクルショップチェーン店を運営する。
主要ブランドは総合リサイクルの「良品買館」およびブランド・貴金属の「キングラム」。
この他、上記から派生した専門ブランドとして酒類専門店「キングラムリカー」、ハイグレード品の販売主力店「キングラム ラグジュアリーストア」、工具専門店「輝け！ツールマン摂津店」等がある。

## 概要
関西圏を拠点として全国100店舗(フランチャイズ含めたグループ全体)を展開し、主に買取・販売を行っている。
主な取扱い品目は家具・家電・ブランド品・高級腕時計・金プラ・貴金属・金券・切手・洋服・電動工具・食器・お酒・楽器・アウトドア/スポーツ用品・ベビー用品・ホビー用品・生活雑貨など多岐に渡る。
柱となるブランドは総合リサイクルショップ「良品買館」、ブランド貴金属買取専門店「キングラム」の2本であるが、上記取扱品目を限定し、専門店という形でマルチブランド戦略を展開している。
また、EC事業や質事業、出張買取・宅配買取の他、ショッピングモール等での買取イベントといった非店舗型サービスも拡充している。

## 沿革
- 2003年5月 - 大阪市平野区にて設立。
  - 10月 - 総合リサイクルショップ「良品買館（りょうひん・かいかん）」の第1号店である茨木店をオープン。
- 2005年8月 - 現在の茨木市に本店/本部を移転。
- 2006年10月 - 「キングラム」（宝石・宝飾・ブランド品専門買取ショップ）1号店である十三店を大阪市十三にオープン。
- 2007年7月 - ネット販売事業およびフランチャイズ事業の展開を開始する。
  - 8月 - 本部を大阪市天王寺区へ移転
- 2008年9月 - キングラムフランチャイズ第一号店「キングラム福井本店」をオープン。
- 2010年 - 本格的に全国チェーン展開を開始。
  - 3月 - 東大阪市に物流倉庫を開設。
  - 4月 - 物流倉庫に本部事務所を開設、移転。
- 2012年4月 - グループ全体で全国100店舗達成。
- 2015年4月 - 本部を大阪市中央区城見へ移転。
- 2021年2月 - 本部を大阪市中央区南船場へ移転。
- 2022年2月 - ハイグレード品や状態の良い美品のみを扱い、販売を主とする業態の「キングラム ラグジュアリーストア」が心斎橋にオープン[3]。
- 2024年8月 - 良品買館事業の一部およびプロエ具専門店ツールマン事業の全部をリサイクルショップ運営の買取王国に譲渡[4]。

## 主な出店ブランド
- 良品買館（総合リサイクルショップ）
- キングラム（宝石・宝飾・ブランド品専門店）
- キングラム リカー（酒類専門店）
- キングラム ラグジュアリーストア（ハイグレード品のみを取り扱う販売主力店）
- 輝け！ツールマン摂津店（工具専門リサイクルショップ）
- Hobby Do！摂津店（鉄道模型・トイガン専門店）
- きもちもせいり（家財整理サービス）

その他、アウトレット家電専門店「アシタヘデンキ」が2013年に東大阪市に第1号店としてオープンするが、2014年に閉店。それ以後家電製品は主に「良品買館」で扱っている。